# الألم العربي (كتاب)
الألم العربي واسمه الكامل الألم العربي: بين الديكتاتورية والأصولية: الديمقراطية المحرمة (بالفرنسية: Le mal arabe : Entre dictatures et intégrismes : la démocratie interdite)‏ هو كتاب صدر باللغة الفرنسية للمفكر والطبيب والسياسي التونسي المنصف المرزوقي في يونيو 2004 من دار L'Harmattan التي مقرها باريس في فرنسا.
سياسات قصيرة الأجل، والسخرية من صانعي القرار في الغرب، بعيدا عن حماية الغرب، ستفاقم الصعوبات التي يواجهها، سواء في إدارة الهجرة أو في إدارة الإرهاب. بدلا من استقرار الشر في الحدود الإمبراطورية، كل ما نقوم به هو استيراده نحونا. ماهي الصفقة بالنسبة لأقصى اليمين الغير ديمقراطي البتة! الانفلات الأمني، الذي لوحظ في الولايات المتحدة بعد 11 سبتمبر، تزايد القوانين التي تقيد وتحيط بالحريات، أليست هي النتائج المباشرة للأزمة السياسية في العالم العربي؟. عن طريق التضحية بحريات الآخرين، يعرض السياسيون للخطر، حتى ولو كان ذلك على المدى الطويل، حرية مجتمعاتهم هم. ألم يفهم صناع القرار أخيرا أن أولى خطوط الدفاع عن الديمقراطية الغربية أيضا تمر بالجزائر والرباط والقاهرة ودمشق أو تونس؟ كل شيء يوحي بأن الألم العربي مُعدٍ وإجهاض الديمقراطية في جنوب الغرب تقوض المكاسب الديمقراطية في شمال الغرب.

## مقالات ذات صلة
- المنصف المرزوقي
- قائمة مؤلفات منصف المرزوقي

## وصلات خارجية
- الموقع الرسمي للمنصف المرزوقي.
- تحميل مؤلفات المنصف المرزوقي على موقعه الرسمي.